# Лундгрен, Тюра
Тюра Лундгрен (швед. Tyra Lundgren, полное имя Tyra Carolina Lundgren; 1897—1979) — шведская художница и скульптор; работала с керамикой и стеклом, а также с текстилем.

## Биография
Родилась 9 января 1897 года в Стокгольме в семье профессора ветеринарии Джона Лундгрена и его жены Эдит Оберг.
После семи лет обучения в школе Djursholms samskola она училась в стокгольмской школе искусства и дизайна Констфак в Стокгольм в 1914—1918 годах. В 1918—1922 годах обучалась в Королевской академии художеств также в Стокгольме в 1918—1922 годах. В 1920—1921 годах Тюра посетила Европу, обучаясь скульптуре у Антона Ханака в Вене и живописи у Андре Лота в Париже. В Париже она также посещала академию Гранд-Шомьер.
Получив художественное образование, Тюра Лундгрен жила и работала во Франции и Италии до 1940 года, после чего, в связи с началом Второй мировой войны, вернулась в Швецию. В качестве внештатного дизайнера сотрудничала со многими европейскими керамическими компаниями и стекольными заводами. В Швеции работала в керамической мастерской S:t Eriks Lervarufabriker и на фарфоровой фабрике Lidköpings porslinsfabrik Лидчёпинга, где вместе с Эйнаром Форсетом разработала коллекцию товаров для дома. В 1924—1937 годах она работала с финской фабрикой Arabia, с перерывами на поездки в Рим (1927—1930) и Париж (1930—1939). После возвращения на родину, Тюра Лундгрен приняла предложение работать художницей в собственной студии на фарфоровой фабрике Густавсберг, где она проработала до 1950 года. Лундгрен также выполнила ряд работ для студия церковного текстиля Licium в Стокгольме.
Большая часть её работ выполнена из обожжённой керамики или бронзы. Важной темой скульптурных произведений Лундгрен стали животные, прежде всего она прославилась фигурками птиц. Помимо Швеции, её искусство представлено в музеях Европы и Северной Америки. В последние годы жизни у неё была студия в местечке Фиде муниципалитета Готланде, и она пожертвовала коллекцию своих картин Художественному музею Готланда. В 1950 году Тюра Лундгрен была награждена медалью Litteris et Artibus.
Умерла 20 ноября 1979 года в Стокгольме.

Некоторые работы
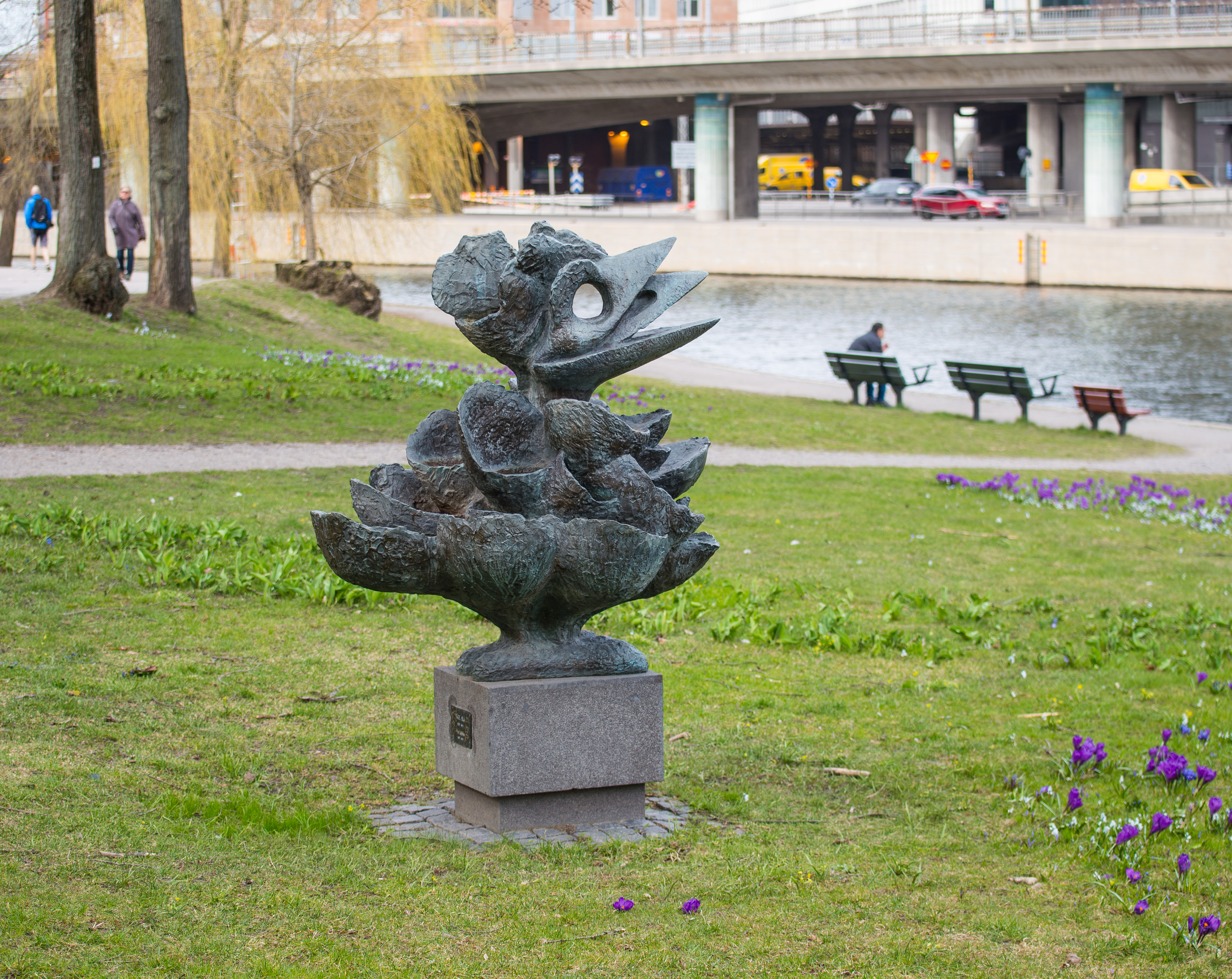
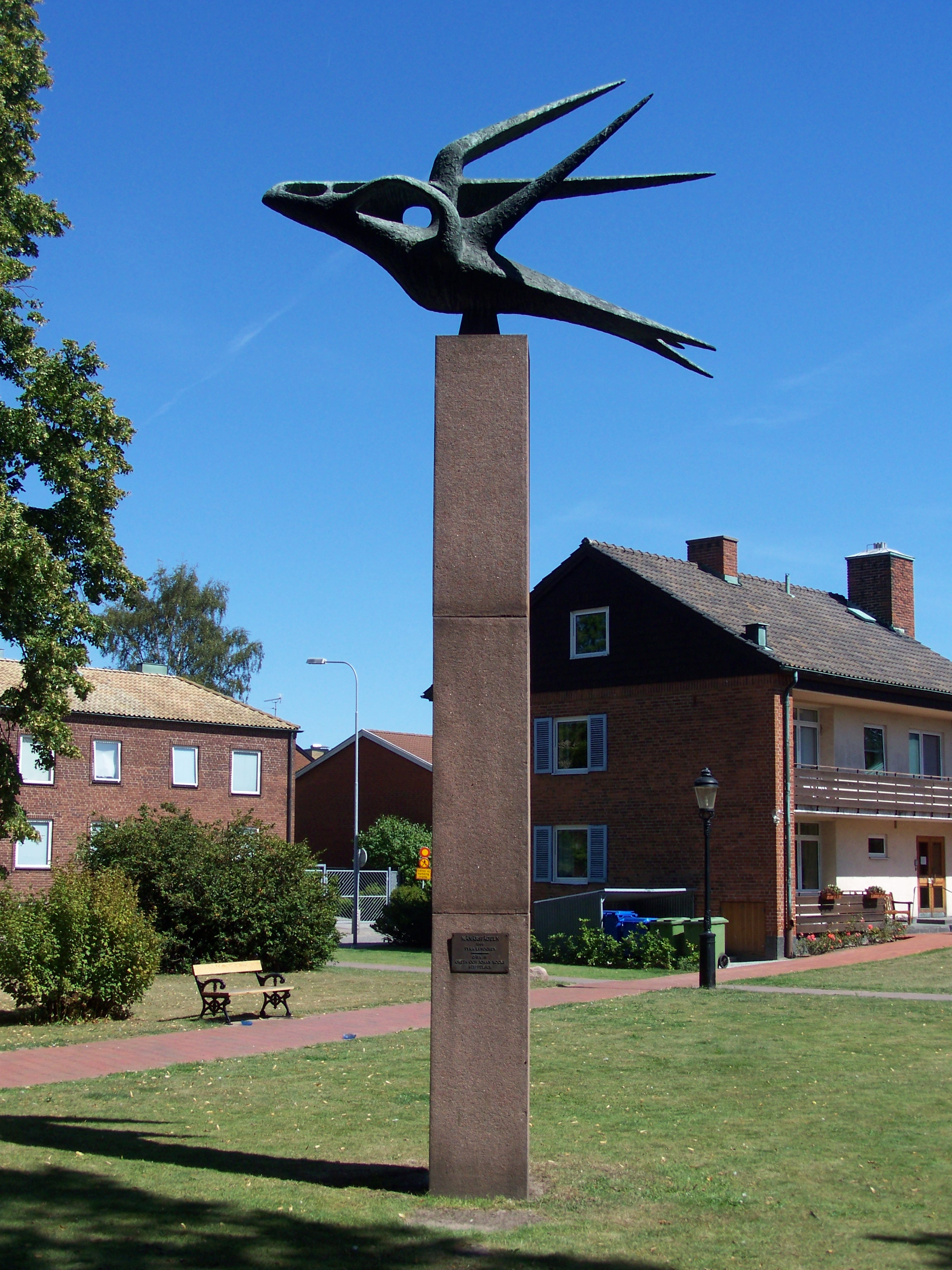